# Andrew Cole
Andrew Alexander „Andy“ Cole (* 15. Oktober 1971 in Nottingham) ist ein ehemaliger englischer Fußballspieler. Der Stürmer und 15-fache englische Nationalspieler erzielte mit 187 Toren hinter Alan Shearer, Harry Kane und Wayne Rooney die viertmeisten Treffer in der Geschichte der Premier League. Seine erfolgreichste Zeit verlebte er zwischen 1995 und 2001 mit Manchester United, als er fünf englische Meisterschaften (1996, 1997, 1999, 2000, 2001), zwei FA-Cup-Ausgaben (1996, 1999) und 1999 die Champions League gewann. Neben einer stets überdurchschnittlichen Torgefährlichkeit, die sich in außergewöhnlich guten Tore-pro-Spiel-Quoten manifestierte, galten Schnelligkeit und Wendigkeit als Coles große Stärken, die ihm häufig im Zweikampf in gegnerischen Strafräumen entscheidende Vorteile einbrachten.

## Karriere

### Ausbildung und erste Profijahre (1988–1993)
Andrew Cole wuchs mit sieben Geschwistern auf und war selbst das zweitjüngste Kind seiner in den 1960er-Jahren aus Jamaika nach England ausgewanderten Eltern. Früh lernte Cole auf eigenen Beinen zu stehen. Vater Lincoln war Minenarbeiter in Zentralengland und der fußballbegeisterte Sohn verließ im Alter von 14 Jahren das Elternhaus, um die damalige Fußballakademie des englischen Fußballverbands in Lilleshall zu besuchen. Nachdem er die Schule beendet hatte, schloss er sich 1988 in London dem FC Arsenal an und unterschrieb dort 1989 seinen ersten Profivertrag. Erste Zweifel an dem künftigen Werdegang kamen auf, als ihm dort der Sprung in die A-Mannschaft nicht gelang. Bei den „Gunners“ durfte er lediglich an einem Ligaspiel gegen Sheffield United teilnehmen, wo er jedoch ebenso nur per Einwechslung zum Zuge kam, wie 1991 in der Charity-Shield-Partie gegen Tottenham Hotspur (0:0).
Im September 1991 lieh ihn der FC Arsenal an den ebenfalls in London beheimateten und damals in der dritten Liga aktiven FC Fulham aus. Dort kam er bis Ende November des Jahres in insgesamt 13 Ligapartien zum Zuge und er schoss dabei drei Tore. Ohne weitere Einsätze für Arsenal nach seiner Rückkehr verzeichnen zu können, ließ man ihn im März 1992 zum Zweitligisten Bristol City ziehen. Bei den „Rotkehlchen“ empfahl er sich erstmals als Torjäger und er erreichte innerhalb eines Jahres mit 25 Treffern aus 49 Pflichtspielen eine herausragende Quote von über 0,5 Toren pro Spiel. Er galt plötzlich als eines der vielversprechendsten Talente im englischen Fußball überhaupt und viele prominente Klubs der erst kurz zuvor gegründeten Premier League zeigten sich an einer Verpflichtung interessiert.

### Newcastle United (1993–1995)
Die Wahl fiel im März 1993 auf das im Nordosten Englands beheimatete und noch in der zweiten Liga spielende Newcastle United. Hatten die Experten angesichts der hohen Ablösesumme von 1,75 Millionen Pfund für einen unerfahrenen 21-Jährigen von einem vergleichsweise kleinen Klub noch mit Unverständnis reagiert, so erwies sich Cole schnell als die von Trainer Kevin Keegan prognostizierte Verstärkung. Nicht weniger als zwölf Tore schoss Cole in den zwölf restlichen Ligabegegnungen der Saison 1992/93, wozu gleich drei Tore gegen Leicester City zählten. Mit Schnelligkeit und einem ausgeprägten Torjägerinstinkt war er auf Anhieb ein wichtiger Faktor innerhalb seiner neuen Mannschaft, die mit acht Punkten Vorsprung die Zweitligameisterschaft gewann und in die Premier League aufstieg.
Gemeinsam mit dem erfahrenen englischen Nationalstürmer Peter Beardsley ging Cole während der Saison 1993/94 auch in der obersten englischen Spielklasse auf Torejagd. Beide erzielten 65 Pflichtspieltreffer und Cole gelangen in der Premier League alleine 34 Tore (von insgesamt 41 Pflichtspieltreffern). Damit führte er die „Magpies“ nicht nur auf den dritten Abschlusstabellenplatz, sondern errang auch selbst den Titel des Torschützenkönigs. Dazu wurde er in der Kategorie des „besten Jungprofis“ zu Englands Fußballer des Jahres gewählt. Auch zu Beginn der anschließenden Saison 1994/95 schien die Torflut nicht zu enden. Bis zum Oktober 1994 sammelte Cole in 16 Partien 14 Tore, als ihn eine Verletzung für einen Monat außer Gefecht setzte und auch sein Klub nur eines von fünf Spielen gewann. Nach einem Treffer bei seinem „Comeback“ ereilte ihn dann jedoch eine Flaute von neun Spielen ohne Tor, bevor im Januar 1995 sein Wechsel für sechs Millionen Pfund zum Spitzenklub Manchester United bekannt gegeben wurde. Nach 68 Toren in 84 Pflichtspielen verließ er somit Newcastle United.

### Manchester United (1995–2001)
Sein Wechsel für insgesamt sieben Millionen britische Pfund von Newcastle zu Manchester United zu Beginn des Jahres 1995 – eingepreist wurde dabei der gleichzeitige Wechsel des auf eine Million Pfund taxierten Keith Gillespie in die entgegengesetzte Richtung – war der bis dato teuerste Transfer für einen englischen Spieler. Er schoss in den restlichen Spielen der Saison 1994/95 für „United“ auf Anhieb zwölf Tore, wozu alleine fünf Treffer zum 9:0-Sieg gegen Ipswich Town zählten. Zu den positiven Stimmen gesellten sich jedoch auch einige Kritiker, die Cole vorhielten, egozentrisch zu sein, zu viele Chancen zu benötigen und in entscheidenden Spielen nicht zu treffen. Manchester befand sich im Titelrennen mit den Blackburn Rovers und zog am Ende den Kürzeren, da das Team im letzten Spiel gegen West Ham United über ein 1:1 nicht hinaus kam. Obwohl die Trefferquote in der Saison 1995/96 mit insgesamt elf Ligatoren deutlich niedriger als kurz zuvor ausfiel, entwickelte sich Cole positiv. Gründe dafür war sein gutes Verständnis mit Sturmpartner Éric Cantona und das allgemein verbesserte Mannschaftsspiel. Belohnt wurde dies 1996 mit dem „Double“ aus englischer Meisterschaft und FA Cup, wobei Cole besonders im Pokalsemifinale mit seinem zwischenzeitlichen Ausgleich gegen den FC Chelsea (Endstand 2:1) einen großen Anteil am Endspieleinzug hatte. In der anschließenden Saison 1996/97 hatte Cole lange mit gesundheitlichen Problemen zu kämpfen, als er zunächst mit einer Lungenentzündung außer Gefecht gesetzt wurde und sich anschließend in einem Spiel der Reservemannschaft gegen Liverpool gleich beide Beine brach. Erst zum Jahresende 1996 kam er wieder regelmäßig zum Einsatz und speziell ab Februar 1997 gelang ihm an der Seite seines neuen Partners Ole Gunnar Solskjær eine Serie von fünf Toren in vier Partien. Dies reichte für den Gewinn eines weiteren englischen Premier-League-Titels. Trotz dieser Erfolge blieb Cole in Manchester nicht unumstritten und so mehrten sich während der letztlich trophäenlosen Saison 1997/98 die Stimmen, Trainer Alex Ferguson suche nach einer Verstärkung auf der Mittelstürmerposition – besonders zeigte sich Ferguson an einer Verpflichtung des Chilenen Marcelo Salas interessiert. Schlusspunkt dieser Gerüchte war im Oktober 1997 schließlich Coles Unterschrift unter einem neuen Fünfjahresvertrag.
In der Saison 1998/99 begannen die sportlich wohl beiden besten Jahre in der Karriere von Andrew Cole. Aus dem vormals sehr auf die eigenen Torjägerqualitäten fixierten Spieler war mittlerweile ein ebenso guter Vorbereiter geworden und mit Dwight Yorke kam von Aston Villa ein Fußballer, mit dem er sich auf dem Spielfeld außerordentlich gut verstand. Höhepunkt war der Gewinn des „Triples“ aus englischer Meisterschaft, FA Cup und Champions League. Cole schoss in der Spielzeit 1998/99 insgesamt 24 Treffer und gemeinsam mit Yorke bildete er eines der besten europäischen Angreiferduos. Wichtige Tore waren hier vor allem Coles 2:1-Siegtreffer am letzten Premier-League-Spieltag gegen Tottenham Hotspur und im Champions-League-Halbfinale sein Tor zum 3:2 gegen Juventus Turin. In der Saison 1999/2000, die ihm die bereits vierte englische Meisterschaft einbrachte, passierte er mit 22 Pflichtspieltreffern nicht nur die 100-Tore-Marke bei United, sondern stellte auch noch den 30 Jahre alten Europapokalrekord von Denis Law ein – im September 2000 überflügelte er ihn sogar. Im Dezember 2001 verabschiedete sich Cole aus Manchester. Zuvor hatte er in der Saison 2000/01 den fünften Meistertitel errungen und an der Seite von Teddy Sheringham noch einmal zehn Tore erzielt – besondere mediale Aufmerksamkeit fand in diesem Zusammenhang die große gegenseitige Antipathie, die Cole und Sheringham während ihrer gemeinsamen Zeit miteinander verband. Die Ankunft des für 19 Millionen Pfund verpflichteten Ruud van Nistelrooy bedeutete schließlich Coles Ablösung als Stammspieler auf der Mittelstürmerposition. Im Dezember 2001 schloss er sich daher für eine Ablösesumme von circa acht Millionen Pfund den Blackburn Rovers an.

### Blackburn Rovers (2001–2004)
Es dauerte weniger als zwei Monate, dass Cole mit seinem neuen Klub in der Saison 2001/02 den Ligapokal gewann. Diese Trophäe hatte als einziger „bedeutender“ heimischer Titel noch in seiner Sammlung gefehlt und beim 2:1-Finalerfolg gegen Tottenham Hotspur schoss er am 24. Februar 2002 den Siegtreffer. Bei den Rovers, die erst nach Ablauf der Saison 2001/02 wieder in der Premier League vertreten waren, war die Hoffnung groß, mit Cole einen dauerhaften Nachfolger für den ehemals so erfolgreichen Mittelstürmer Alan Shearer gefunden zu haben, aber mit dem zehnten Rang und 15 Toren von Andrew Cole war man erst einmal froh, auf dem zehnten Abschlusstabellenplatz keine Sorgen um den Klassenerhalt gehabt zu haben. Als schließlich mit Dwight Yorke der ehemalige Weggefährte aus Manchester ebenfalls nach Blackburn wechselte, wuchsen die Erwartungen weiter an. An die ehemals so erfolgreiche Zeit konnten beide zwar nicht mehr anknüpfen, aber die erneute Qualifikation für den UEFA-Pokal in der Spielzeit 2002/03 konnte im zweiten Jahr nach dem Wiederaufstieg als Erfolg verbucht werden.
Die letzte Saison 2003/04 war für Cole in Blackburn hingegen wenig erfreulich. Die „Rovers“ fanden sich unvermittelt in der unteren Tabellenhälfte wieder und obwohl Cole im späteren Verlauf mit dem jungen Jonathan Stead gut harmonierte, mehrten sich die Probleme zwischen ihm und Trainer Graeme Souness. Diese führten letztlich zur Trennung und aus dem vormals teuersten Transfer der Klubgeschichte wurde ein Spieler, der im Juli 2004 ablösefrei zum FC Fulham wechselte.

### Die letzten Profijahre (2004–2008)
Nach 13-jähriger Abwesenheit kehrte Cole nach Craven Cottage zurück und mit zwei Toren im ersten Heimspiel gegen die Bolton Wanderers (2:0) führte er sich wieder gut im Ex-Klub ein. Als Toptorjäger war er mit 13 Pflichtspieltreffern in der Saison 2004/05 ein Schlüsselspieler des FC Fulham. Dabei agierte er gleichsam als einzige Sturmspitze wie auch an der Seite des US-Amerikaners Brian McBride. Zu Beginn der Spielzeit 2005/06 unterschrieb Cole einen Zweijahresvertrag bei Manchester City. In der Mannschaft von Stuart Pearce schoss er in 22 Ligaspielen neun Tore, bevor er aufgrund einer Verletzung im Februar 2006 für den Rest der Saison ausfiel. Kurz nachdem er seinen Vertrag um ein weiteres Jahr verlängert hatte, wechselte er am letzten Tag der Sommertransferperiode am 31. August 2006 zum aufstrebenden FC Portsmouth, wo man ihm Berichten zufolge ein wöchentliches Gehalt von 40.000 Pfund für insgesamt zwei Jahre offerierte.
In dem Team von Harry Redknapp kam Cole jedoch über den Status eines Ergänzungsspielers hinter Benjamin Mwaruwari, Lomana LuaLua und Nwankwo Kanu nicht hinaus und stand während der 18 Einsätze nur fünfmal in der Startelf. Im März 2007 ließ er sich bis zum Ende der Saison 2006/07 an den Zweitligisten Birmingham City ausleihen, wo mittlerweile mit Steve Bruce sein ehemaliger Mannschaftskollege von Manchester United das Traineramt übernommen hatte. Nach seiner Rückkehr erteilte ihm der FC Portsmouth im August 2007 die Freigabe für einen Vereinswechsel.
Nächste Station wurde kurz darauf der Erstligaaufsteiger AFC Sunderland, bei dem er erneut auf Dwight Yorke und dazu mit Trainer Roy Keane auf einen weiteren Weggefährten aus Manchester traf. Aber auch dort fand Cole nicht zu alter Stärke zurück und im Januar 2008 war der Zweitligist FC Burnley auf Leihbasis bis zum Ende der Saison 2007/08 der nächste Arbeitgeber. Im Juli 2008 unterzeichnete er beim ebenfalls zweitklassig aktiven Heimatklub Nottingham Forest einen weiteren Einjahresvertrag. Er erzielte jedoch in der laufenden Saison bei elf Einsätzen (fünfmal in der Startelf) kein einziges Tor für Forest, weshalb der Vertrag in beiderseitigem Einvernehmen schon frühzeitig wieder aufgelöst wurde. Am 11. November 2008 gab Cole seinen Rücktritt vom aktiven Profisport bekannt.

## Englische Nationalmannschaft
Obwohl Cole bereits 1987 für England als Juniorennationalspieler aktiv gewesen war und zwischen 1992 und 1993 in acht Partien der U-21-Auswahl vier Tore geschossen hatte, blieb ihm eine längere Karriere in der A-Nationalmannschaft verwehrt. Zwar folgte drei Monate nach einem am 13. Dezember 1994 stattgefundenen B-Länderspiel gegen Polen (1:1) sein Debüt per Einwechslung gegen Uruguay (0:0), aber weder unter Terry Venables (bis 1996), Glenn Hoddle (1996 bis 1999) noch Kevin Keegan (1999 bis 2000) kam er zu nennenswerten Einsatzzeiten. Im Februar 1999 bestritt er erneut als Einwechselspieler sein erst drittes Länderspiel, nachdem er sowohl für die Euro 1996 im eigenen Land als auch für die WM 1998 in Frankreich keine Berücksichtigung gefunden hatte.
Obwohl er bei Manchester United in der Premier League zur zweiten Hälfte der 1990er-Jahre über die beste Torquote aus dem Spiel hinaus verfügte – Alan Shearer war ihm zwar nominal überlegen, schoss aber in seiner Laufbahn auch zahlreiche „einfache Tore“ über Elfmeter –, war Cole in der Hackordnung der englischen Stürmer nie vorne und zudem besaß er den Ruf, für seine Tore zu viele Chancen zu benötigen. War 1996 das Sturmduo Shearer-Sheringham bevorzugt worden, so spielte sich zur WM 1998 der junge Michael Owen an Shearers Seite direkt in die Mannschaft. Bis 2002 „mühte“ er sich zu fünfzehn Länderspielen und sein einziges Tor gelang ihm am 28. März 2001 gegen Albanien. Als ihn auch Keegan-Nachfolger Sven-Göran Eriksson für die WM 2002 in Japan und Korea bei der Kaderzusammensetzung ignorierte und Cole nach der Euro 2000 bereits das vierte Endrundenturnier in Folge verpasste, verkündete dieser seinen Rücktritt.

## Titel und Auszeichnungen
International
- Champions-League-Sieger: 1999 (Manchester United)
- Weltpokalsieger: 1999 (Manchester United)

England
- Meister (5): 1996, 1997, 1999, 2000, 2001 (alle Manchester United)
- Pokalsieger (2): 1996, 1999 (beide Manchester United)
- Ligapokalsieger: 2002 (Blackburn Rovers)
- Supercupsieger (3): 1991 (FC Arsenal), 1996, 1997 (beide Manchester United)
- Zweitligameister und Aufstieg in die Premier League: 1993 (Newcastle United)

Auszeichnungen
- Torschützenkönig der Premier League: 1994
- Hall of Fame der Premier League: 2024
- Bester englischer Jungprofi („PFA Young Player of the Year“): 1994

## Neben und nach der aktiven Karriere
Nach dem Ende seiner aktiven Laufbahn heuerte ihn Ex-Manchester-Kollege Paul Ince im August 2009 als Teilzeittrainer für die Stürmer des von ihm betreuten Klub Milton Keynes Dons an. Nur eine Woche später einigte er sich mit seinem engen Freund Lee Clark darüber, für weitere zwei Tage pro Woche in gleicher Funktion für Huddersfield Town tätig zu sein.
Abseits des Fußballs versuchte sich Cole 1999 im Musikgeschäft und nahm eine Cover-Version des von der The GAP Band 1982 aufgenommenen Titels „Outstanding“ auf, der sich jedoch nicht innerhalb der britischen Singlecharts platzierte. Um die Jahrtausendwende herum war Cole zudem gemeinnützig im Rahmen der „Andy Cole Children's Foundation“ für Waisenkinder in Simbabwe tätig – die Organisation wurde nach der Beendigung seines Engagements in „All Star Kids“ umbenannt.

## Saisonstatistik
| Verein            | Liga            | Saison          | Liga   | Liga | FA Cup | FA Cup | League Cup | League Cup | Europapokal | Europapokal | Andere | Andere | Gesamt | Gesamt |
| Verein            | Liga            | Saison          | Spiele | Tore | Spiele | Tore   | Spiele     | Tore       | Spiele      | Tore        | Spiele | Tore   | Spiele | Tore   |
| ----------------- | --------------- | --------------- | ------ | ---- | ------ | ------ | ---------- | ---------- | ----------- | ----------- | ------ | ------ | ------ | ------ |
| FC Arsenal        | First Division  | 1989/90         | 0      | 0    | -      | -      | -          | -          | -           | -           | -      | -      | 0      | 0      |
| FC Arsenal        | First Division  | 1990/91         | 1      | 0    | -      | -      | -          | -          | -           | -           | -      | -      | 1      | 0      |
| FC Arsenal        | First Division  | 1991/92         | 0      | 0    | -      | -      | -          | -          | -           | -           | 1      | 0      | 1      | 0      |
| Gesamt            | Gesamt          | Gesamt          | 1      | 0    | -      | -      | -          | -          | -           | -           | 1      | 0      | 2      | 0      |
| FC Fulham         | Third Division  | 1991/92         | 13     | 3    | -      | -      | -          | -          | -           | -           | -      | -      | 13     | 3      |
| Gesamt            | Gesamt          | Gesamt          | 13     | 3    | -      | -      | -          | -          | -           | -           | -      | -      | 13     | 3      |
| Bristol City      | Second Division | 1991/92         | 12     | 8    | -      | -      | -          | -          | -           | -           | -      | -      | 12     | 8      |
| Bristol City      | Second Division | 1992/93         | 29     | 12   | -      | -      | -          | -          | -           | -           | -      | -      | 29     | 12     |
| Gesamt            | Gesamt          | Gesamt          | 41     | 20   | -      | -      | -          | -          | -           | -           | -      | -      | 41     | 20     |
| Newcastle United  | First Division  | 1992/93         | 12     | 12   | -      | -      | -          | -          | -           | -           | -      | -      | 12     | 12     |
| Newcastle United  | Premier League  | 1993/94         | 40     | 34   | 3      | 1      | 3          | 6          | -           | -           | -      | -      | 46     | 41     |
| Newcastle United  | Premier League  | 1994/95         | 18     | 9    | 1      | 0      | 5          | 2          | 3           | 4           | -      | -      | 27     | 15     |
| Gesamt            | Gesamt          | Gesamt          | 70     | 55   | 4      | 1      | 8          | 8          | 3           | 4           | -      | -      | 85     | 68     |
| Manchester United | Premier League  | 1994/95         | 18     | 12   | -      | -      | -          | -          | -           | -           | -      | -      | 18     | 12     |
| Manchester United | Premier League  | 1995/96         | 33     | 11   | 7      | 2      | 1          | 0          | 1           | 0           | -      | -      | 42     | 13     |
| Manchester United | Premier League  | 1996/97         | 20     | 6    | 3      | 0      | -          | -          | 5           | 1           | -      | -      | 28     | 7      |
| Manchester United | Premier League  | 1997/98         | 34     | 15   | 3      | 5      | 1          | 0          | 7           | 5           | 1      | 0      | 46     | 25     |
| Manchester United | Premier League  | 1998/99         | 32     | 17   | 7      | 2      | -          | -          | 10          | 5           | 1      | 0      | 50     | 24     |
| Manchester United | Premier League  | 1999/00         | 28     | 19   | -      | -      | -          | -          | 13          | 3           | 4      | 0      | 45     | 22     |
| Manchester United | Premier League  | 2000/01         | 19     | 9    | 1      | 0      | -          | -          | 10          | 4           | 1      | 0      | 31     | 13     |
| Manchester United | Premier League  | 2001/02         | 11     | 4    | -      | -      | -          | -          | 4           | 1           | -      | -      | 15     | 5      |
| Gesamt            | Gesamt          | Gesamt          | 195    | 93   | 21     | 9      | 2          | 0          | 50          | 19          | 7      | 0      | 275    | 121    |
| Blackburn Rovers  | Premier League  | 2001/02         | 15     | 9    | 2      | 1      | 3          | 3          | -           | -           | -      | -      | 20     | 13     |
| Blackburn Rovers  | Premier League  | 2002/03         | 34     | 7    | 2      | 2      | 4          | 4          | 3           | 0           | -      | -      | 43     | 13     |
| Blackburn Rovers  | Premier League  | 2003/04         | 34     | 11   | 1      | 0      | 1          | 0          | 1           | 0           | -      | -      | 37     | 11     |
| Gesamt            | Gesamt          | Gesamt          | 83     | 27   | 5      | 3      | 8          | 7          | 4           | 0           | -      | -      | 100    | 37     |
| FC Fulham         | Premier League  | 2004/05         | 31     | 12   | 5      | 0      | 3          | 1          | -           | -           | -      | -      | 39     | 13     |
| Gesamt            | Gesamt          | Gesamt          | 31     | 12   | 5      | 0      | 3          | 1          | -           | -           | -      | -      | 39     | 13     |
| Manchester City   | Premier League  | 2005/06         | 22     | 9    | 1      | 1      | -          | -          | -           | -           | -      | -      | 23     | 10     |
| Gesamt            | Gesamt          | Gesamt          | 22     | 9    | 1      | 1      | -          | -          | -           | -           | -      | -      | 23     | 10     |
| FC Portsmouth     | Premier League  | 2006/07         | 18     | 3    | 2      | 1      | 2          | 0          | -           | -           | -      | -      | 22     | 4      |
| Gesamt            | Gesamt          | Gesamt          | 18     | 3    | 2      | 1      | 2          | 0          | -           | -           | -      | -      | 22     | 4      |
| Birmingham City   | Championship    | 2006/07         | 5      | 1    | -      | -      | -          | -          | -           | -           | -      | -      | 5      | 1      |
| Gesamt            | Gesamt          | Gesamt          | 5      | 1    | -      | -      | -          | -          | -           | -           | -      | -      | 5      | 1      |
| AFC Sunderland    | Premier League  | 2007/08         | 7      | 0    | 1      | 0      | -          | -          | -           | -           | -      | -      | 8      | 0      |
| Gesamt            | Gesamt          | Gesamt          | 7      | 0    | 1      | 0      | -          | -          | -           | -           | -      | -      | 8      | 0      |
| FC Burnley        | Championship    | 2007/08         | 13     | 6    | -      | -      | -          | -          | -           | -           | -      | -      | 13     | 6      |
| Gesamt            | Gesamt          | Gesamt          | 13     | 6    | -      | -      | -          | -          | -           | -           | -      | -      | 13     | 6      |
| Nottingham Forest | Championship    | 2008/09         | 10     | 0    | -      | -      | 1          | 0          | -           | -           | -      | -      | 11     | 0      |
| Gesamt            | Gesamt          | Gesamt          | 10     | 0    | -      | -      | 1          | 0          | -           | -           | -      | -      | 11     | 0      |
| Karriere Gesamt   | Karriere Gesamt | Karriere Gesamt | 509    | 230  | 39     | 15     | 24         | 16         | 57          | 23          | 8      | 0      | 637    | 284    |

Quelle: footballdatabase.eu